# Jean Kalman
Jean Kalman (geboren am 20. Juli 1945 in Paris) ist ein französischer Lichtdesigner, der überwiegend im englischsprachigen Raum und in Österreich arbeitet.

## Leben
Kalman ist seit 1979 am Theater tätig. Er gestaltete und gestaltet das Licht für zahlreiche Produktionen des Sprechtheaters und der Oper weltweit und arbeitete mit bedeutenden Regisseuren zusammen, wie Pierre Audi, Peter Brook, Robert Carsen, Richard Eyre, Nicholas Hytner, Rufus Norris, Peter Stein und Deborah Warner. 
Engagements führten ihn unter anderem ans Royal Opera House Covent Garden, wo er 1994 mit Verdis La traviata debütierte, an die English National Opera und die Welsh National Opera, die Washington National Opera, an De Vlaamse Opera und De Nederlandse Opera, die Metropolitan Opera in New York, nach Paris und Aix-en-Provence, Glyndebourne, nach Mailand, Venedig, Florenz, Genua, nach Spanien, sowie zum Royal Court Theatre in London, an eine Reihe von Bühnen im Londoner West End und ans Royal Shakespeare Theatre. 1992 wurde er vom Saito Kinen Festival in Matsumoto in Japan eingeladen, das Licht für Oedipus Rex von Jean Cocteau und Igor Strawinsky zu gestalten, inszeniert von Julie Taymor, Bühnenbild: George Tsypin, Kostüme: Emi Wada. 1996 gastierte er beim Festival Theater der Welt in Dresden.
Langjährige Zusammenarbeit verbindet den Künstler seit 1993 mit den Salzburger Festspielen. In diesem Jahr wurde er von Deborah Warner eingeladen, die Lichtgestaltung für ihre Coriolan-Inszenierung in der Felsenreitschule zu übernehmen. Die Bühne wurde von Hildegard Bechtler, die Kostüme wurden von Chloé Obolensky gestaltet. Diese Produktion wurde auch im Folgejahr gezeigt. 2001 folgte – wiederum in der Felsenreitschule – Janáčeks Jenůfa, inszeniert von Bob Swaim und dirigiert von John Eliot Gardiner. 2002 übernahm er das Lichtdesign für Puccinis Turandot, nunmehr im Großen Festspielhaus. Dirigent war Valery Gergiev, Regisseur David Pountney, Ausstatter waren Johan Engels und Marie-Jeanne Lecca. Die Zauberflöte (2006 im Großen Haus) wurde von Riccardo Muti dirigiert und von Pierre Audi inszeniert, die Uraufführung von Rihms Dionysos (2010 im Haus für Mozart) von Ingo Metzmacher und wiederum Pierre Audi. Für 2016 ist eine Deborah-Warner-Inszenierung von Shakespeares Der Sturm auf der Pernerinsel in Hallein geplant, Christof Hetzer wird Bühne und Kostüme gestalten.
Bei der RuhrTriennale 2005 leitete er gemeinsam mit Andrea Breth und Christian Boltanski das Projekt „Nächte unter Tage“. Bei der Ruhr.2010 wurde er für die Uraufführung von Henzes Gisela! oder: Die merk- und denkwürdigen Wege des Glücks verpflichtet. Regie führte Pierre Audi, Bühne und Kostüme wurden von Christof Hetzer gestaltet. Für das Holland Festival 2013 kreierte er – gemeinsam mit der Komponistin Tomoko Mukaiyama und der Choreographin Nicole Beutler – das Tanzstück mit dem japanischen Titel Shirokuro (auf Deutsch: Schwarzweiß).

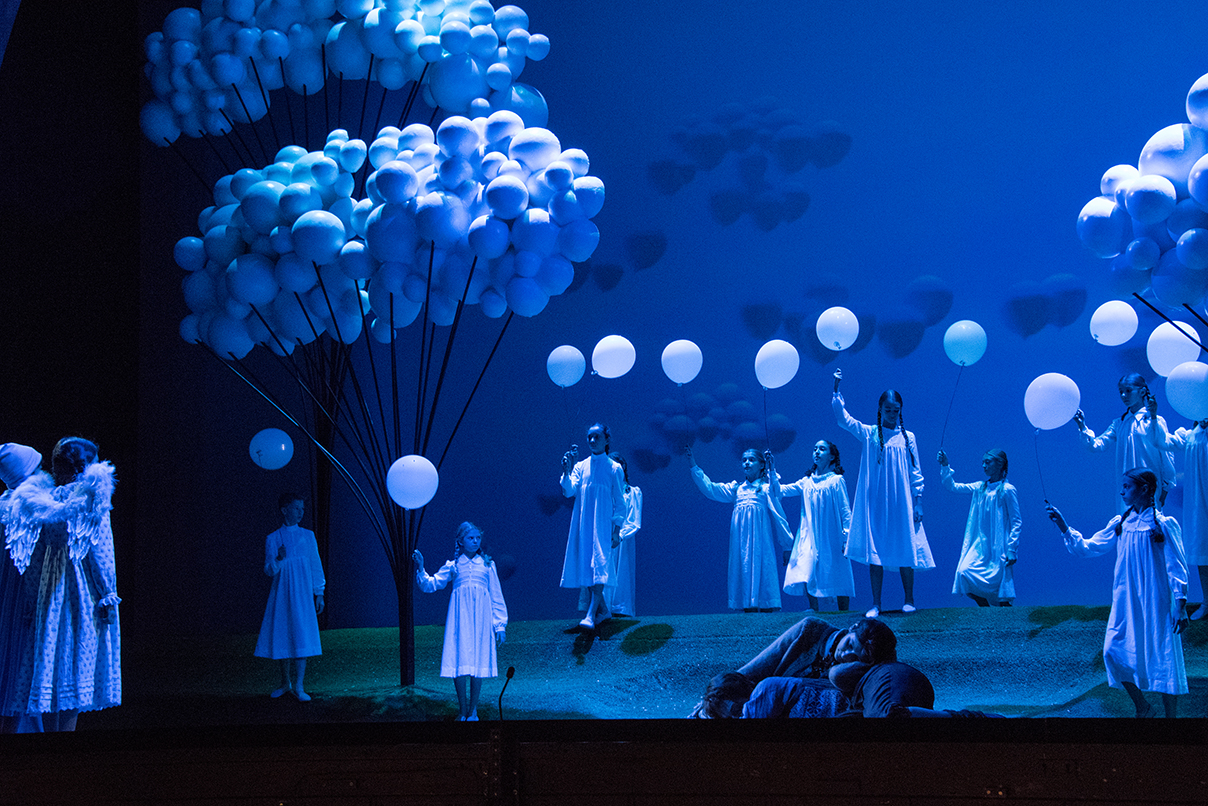
Hänsel und Gretel, Staatsoper Wien 2015

In Theater an der Wien debütierte er 2008 mit der Robert-Carsen-Produktion von Poulencs Dialogues des Carmélites. Bei der Salzburg Biennale 2011 unterstützte er Heiner Goebbels bei dessen Musiktheater-Produktion Schwarz auf Weiß nach Texten von Edgar Allan Poe und Maurice Blanchot, Kalman gestaltete Bühne und Licht, es spielte das Ensemble Modern. 2015 debütierte er an der Wiener Staatsoper in einer Hänsel und Gretel-Neuproduktion, inszeniert von Adrian Noble, ausgestattet von Anthony Ward und dirigiert von Christian Thielemann.
Im Bereich Installationen arbeitete Kalman auch mit Heiner Goebbels, Christian Boltanski, Karel Appel und Georg Baselitz zusammen.

## Auszeichnungen
- 1991: Olivier Awards (Best Lighting Design) – für Richard III. und White Chameleon (National Theatre, London)
- 2004: Evening Standard Award (Best Lighting) – für Festen (The Almeida und am West End, London)
- 2006: Nominierung für den Molière für Beste Lichtgestaltung – für Le Caïman (Théâtre Montparnasse, Paris)
- 2013: Nominierung für den International Opera Award